# Rally di Sanremo 1988
Il Rally di Sanremo 1988, ufficialmente denominato 30º Rallye Sanremo - Rallye d'Italia, si è svolto dal 12 al 16 ottobre ed è stata la dodicesima prova del campionato del mondo rally 1988 nonché la trentesima edizione della manifestazione che si disputa sulle tortuose strade della Liguria occidentale (la quindicesima con valenza mondiale).

## Introduzione
Dodicesima tappa del mondiale rallye 1988 che vede Lancia, dominatrice assoluta della stagione, presentarsi in Riviera con il titolo costruttori già in tasca e quello piloti ancora formalmente da decidersi, ma de facto quasi certo per il suo alfiere Miki Biasion della squadra ufficiale Martini Racing, il quale deve guardarsi unicamente dal compagno di scuderia Markku Alén e dall'altro lancista Alex Fiorio del team satellite Jolly Club, peraltro entrambi a distanza di sicurezza in classifica generale.

## Risultati

Miki Biasion e il navigatore Tiziano Siviero, seduti sulla loro Lancia Delta HF Integrale, festeggiano la vittoria nel rallye sanremese e annesso trionfo nella classifica mondiale.

Egemonia incontrastata delle Lancia Delta HF Integrale che rimarcano la loro superiorità stagionale monopolizzando i primi quattro posti del rally sanremese, infliggendo notevoli distacchi alla concorrenza.
Nella prima parte di gara lo spagnolo Carlos Sainz prova a contrastare la pattuglia Lancia con la sua Ford Sierra RS Cosworth, tenendo un buon passo e facendo anche sua per varie speciali la leadership temporanea, ma poi scivolando pian piano a oltre 6 minuti dal vincitore Biasion; questi, partito in sordina, da metà gara prende la testa mantenendola fino alla fine, sopravanzando di 53 secondi il rivale al titolo Fiorio, e di quasi 2 minuti l'altro italiano Dario Cerrato anche lui del Jolly Club, il quale peraltro nella prima parte di gara aveva tenuto il comando per 8 speciali.
Con questa vittoria Biasion fa matematicamente suo il mondiale piloti per la prima volta in carriera, riportando il titolo in Italia undici anni dopo Sandro Munari.

### Classifica finale
| Pos. | Driver             | Co-driver               | Car                       | Difference | Points |
| ---- | ------------------ | ----------------------- | ------------------------- | ---------- | ------ |
| 1.   | Miki Biasion       | Tiziano Siviero         | Lancia Delta HF Integrale | 6:06:41    | 20     |
| 2.   | Alex Fiorio        | Luigi Pirollo           | Lancia Delta HF Integrale | 0:53       | 15     |
| 3.   | Dario Cerrato      | Cerri                   | Lancia Delta HF Integrale | 1:54       | 12     |
| 4.   | Markku Alén        | Ilkka Kivimaki          | Lancia Delta HF Integrale | 2:14       | 10     |
| 5.   | Carlos Sainz       | Luis Moya               | Ford Sierra RS Cosworth   | 6:18       | 8      |
| 6.   | Kenneth Eriksson   | Diekmann                | Toyota Celica GT-Four     | 9:55       | 6      |
| 7.   | Stig Blomqvist     | Benny Melander          | Ford Sierra RS Cosworth   | 23:17      | 4      |
| 8.   | Baumschlanger      | Wolf                    | Volkswagen Golf 16V       | 29:39      | 3      |
| 9.   | de Martini         | Gibellini               | Audi 90 Quattro           | 30:26      | 2      |
| 10.  | Paolo Alessandrini | Alessandro Alessandrini | Lancia Delta HF Integrale | 30:34      | 1      |

### Prove Speciali
| Stage | Nome                      | Lunghezza | Vincitore                               | Tempo     | Rally leader                              |
| ----- | ------------------------- | --------- | --------------------------------------- | --------- | ----------------------------------------- |
| SS1   | Perinaldo                 | 12.91 km  | Dario Cerrato                           | 9:17      | Dario Cerrato                             |
| SS2   | Langan                    | 19.55 km  | Didier Auriol Carlos Sainz              | 14:41     | Dario Cerrato                             |
| SS3   | Colle d'Oggia             | 15.65 km  | Miki Biasion Dario Cerrato Carlos Sainz | 11:52     | Carlos Sainz                              |
| SS4   | Colle S.Bartolomeo        | 6.63 km   | Dario Cerrato                           | 4:14      | Carlos Sainz                              |
| SS5   | Superspeciale di Vinovo   | km        | Kenneth Erikkson                        | 1:52      | Juha Kankkunen Dario Cerrato Carlos Sainz |
| SS6   | Superspeciale di Vinovo 2 | km        |                                         | annullata | Juha Kankkunen Dario Cerrato Carlos Sainz |
| SS7   | Lanzo                     | 6.38 km   | Dario Cerrato Alex Fiorio               | 4:28      | Juha Kankkunen Dario Cerrato Carlos Sainz |
| SS8   | Corio                     | 20.42 km  | Miki Biasion Carlos Sainz               | 14:19     | Carlos Sainz                              |
| SS9   | Pessinetto                | 8.56 km   | Carlos Sainz                            | 5.59      | Carlos Sainz                              |
| SS10  | Colle del Lis             | 20.98 km  | Dario Cerrato                           | 15.35     | Carlos Sainz                              |
| SS11  | Tignai                    | 12.17 km  |                                         | annullata | Carlos Sainz                              |
| SS12  | Moncenisio                | 15.30 km  | Giovanni Del Zoppo (Gr. N)              | 10.50     | Carlos Sainz                              |
| SS13  | Lanzo                     | 6.38 km   |                                         | annullata | Carlos Sainz                              |
| SS14  | Corio                     | 20.42 km  | Dario Cerrato                           | 14.12     | Carlos Sainz                              |
| SS15  | Pessinetto                | 8.56 km   | Carlos Sainz                            | 5.53      | Carlos Sainz                              |
| SS16  | Colle del Lins            | 20.98 km  | Dario Cerrato                           | 15.32     | Carlos Sainz                              |
| SS17  | S.Luce                    | 12.30 km  | Miki Biasion                            | 10.00     | Dario Cerrato                             |
| SS18  | Casole                    | 8.27 km   | Markku Alén                             | 6.01      | Dario Cerrato                             |
| SS19  | Anqua                     | 12.37 km  | Markku Alén                             | 7.34      | Dario Cerrato                             |
| SS20  | La Selva                  | 10.15 km  | Markku Alén                             | 7.05      | Miki Biasion                              |
| SS21  | Chiusdino                 | 17.42 km  | Markku Alén                             | 11.37     | Miki Biasion                              |
| SS22  | Montepescini              | 10.68 km  | Alex Fiorio                             | 6.06      | Miki Biasion                              |
| SS23  | Castelgiocondo            | 11.20 km  | Markku Alén                             | 7.28      | Miki Biasion                              |
| SS24  | La Sesta                  | 6.97 km   | Markku Alén                             | 4.19      | Miki Biasion                              |
| SS25  | Rocca d'Orcia             | 22.22 km  | Miki Biasion                            | 7.46      | Miki Biasion                              |
| SS26  | Radicofani                | 9.57 km   | Miki Biasion                            | 6.12      | Miki Biasion                              |
| SS27  | Sarteano                  | 10.10 km  | Miki Biasion Markku Alén                | 6.39      | Miki Biasion                              |
| SS28  | Monticchiello             | 11.76 km  | Markku Alén                             | 7.22      | Miki Biasion                              |
| SS29  | Lucignano                 | 19.27 km  | Miki Biasion                            | 10.35     | Miki Biasion                              |
| SS30  | Castelgiocondo            | 11.20 km  | Alex Fiorio                             | 7.22      | Miki Biasion                              |